# Corallina muscoides
Corallina millegrana Kützing, 1858  é o nome botânico  de uma espécie de algas vermelhas pluricelulares do gênero Corallina.
- São algas marinhas encontradas em Gâmbia e Ilha de Amsterdão.

## Sinonímia
Não apresenta sinônimos.